# Grigori Wassiljewitsch Alexandrow

Grabstein Alexandrows mit seinem Relief auf dem Nowodewitschi-Friedhof in Moskau

Grigori Wassiljewitsch Alexandrow (russisch Григорий Васильевич Александров, wiss. Transliteration Grigorij Vasilʹevič Aleksandrov; Künstlername: Grigori Wassiljewitsch Mormonenko, russ. Григорий Васильевич Мормоненко; * 10. Januarjul. / 23. Januar 1903greg. in Jekaterinburg; † 16. Dezember 1983 in Moskau) war ein sowjetischer Filmregisseur und -schauspieler sowie Drehbuchautor.

## Leben
Grigori Alexandrow wuchs in der Ural-Großstadt Jekaterinburg auf. 1917 schloss er dort die Geigenausbildung an einer Musikschule ab. Später arbeitete er am Opernhaus der Stadt und besuchte Regie-Kurse, die er 1920 abschloss. Seine schauspielerische Karriere begann Alexandrow 1921 in Moskau, wo er zunächst an einem „Arbeitertheater“ der frühsowjetischen Proletkult-Bewegung spielte. Er lernte dort den später berühmt gewordenen Stummfilmregisseur Eisenstein kennen und spielte zunächst mehrere Rollen in dessen frühen Theateraufführungen. 1925 debütierte Alexandrow als Regieassistent und Co-Drehbuchautor beim Eisensteinschen Drama Streik, in dem er ebenfalls eine Schauspielerrolle hatte. Die Zusammenarbeit Alexandrows mit Eisenstein, sowohl als Schauspieler als auch als Co-Regisseur, setzte sich im gleichen Jahr beim international erfolgreichen Stummfilm Panzerkreuzer Potemkin fort. 1927 bzw. 1929 schrieb Alexandrow die Drehbücher zu Eisensteins Filmen Oktober und Das Alte und das Neue. Eine weitere in Zusammenarbeit mit Eisenstein gedrehte Filmproduktion, Que viva Mexico! aus dem Jahr 1932, blieb seinerzeit unvollendet und wurde von Alexandrow erst 1979, lange nach Eisensteins Tod, fertiggestellt.
Anfang der 1930er Jahre ging Alexandrow dazu über, Tonfilme in alleiniger Regie zu produzieren. Dabei nutzte Alexandrow auch seine bei den Dreharbeiten 1931/1932 zu Que viva Mexico! in den USA erworbenen praktischen Kenntnisse zur Filmproduktion in Hollywood. Alexandrows Debütfilm war die 1934 fertiggestellte Musical-Komödie Lustige Burschen. Diesen Film schrieb er in Auftrag Stalins, der zuvor den Wunsch nach einem erstmals in der Sowjetunion produzierten Spielfilm dieses Genres Alexandrow gegenüber geäußert hatte. Fortan wurde die prominent besetzte Komödie in der UdSSR wie auch außerhalb so erfolgreich, dass Alexandrow auch in den Folgejahren mehrere Musicalfilme inszenierte – darunter die ebenfalls erfolgreichen Produktionen Zirkus (1936) und Wolga, Wolga (1938). Alexandrow galt als loyal gegenüber der Staatsmacht und neigte dazu, auch in seinen Filmen das Leben des einfachen Volkes in der UdSSR in gewisser Weise schönzufärben – so insbesondere in dem 1940 produzierten Film Der helle Weg, der ebenfalls im Genre einer Musicalkomödie gehalten wurde. Unter den Produktionen Alexandrows aus den 1930er-Jahren gab es aber auch eindeutig ideologisch geprägte Propagandafilme, darunter die Dokumentationen Internationale (1932) und Der Erste Mai (1938).
In der Nachkriegszeit produzierte Alexandrow vornehmlich historische Dokumentationen und Biografiestreifen und lehrte 1951–1957 Regie am Moskauer Gerassimow-Institut für Kinematographie. Zu seinen Schülern gehörte auch Konrad Wolf, der seinem Lehrer mit seinem ersten Film Einmal ist keinmal ein Denkmal setzte. Bis in die 1970er Jahre drehte er auch einige Spielfilme, in der Regel mit einem historischen Bezug und stets auch mit strenger Linientreue – zu nennen etwa Begegnung an der Elbe (1949) über das Verhältnis zwischen den sowjetischen und US-amerikanischen Besatzungstruppen im Nachkriegsdeutschland. Jedoch konnte Alexandrow mit keinem dieser Filme an die Erfolge der 1930er-Jahre anknüpfen und blieb vorwiegend als Pionier des sowjetischen Filmmusicals in öffentlicher Wahrnehmung.
Alexandrow war in zweiter Ehe mit der Schauspielerin Ljubow Orlowa verheiratet, die durch Hauptrollen in seinen erfolgreichsten Musicalfilmen zur Berühmtheit kam.

## Filmografie
- 1925: Streik (Стачка) – Regie: Sergei Eisenstein
- 1925: Panzerkreuzer Potemkin (Броненосец «Потёмкин»; Co-Regisseur mit Sergei Eisenstein)
- 1927: Oktober (Октябрь; Co-Regisseur mit Sergei Eisenstein)
- 1929: Die Generallinie (Генеральная линия; Co-Regisseur mit Sergei Eisenstein)
- 1930: Le Romance sentimentale (Сентиментальный романс; Co-Regisseur mit Sergei Eisenstein)
- 1932: Internationale (Интернационал)
- 1932: Que viva Mexico! (Да здравствует Мексика!)
- 1934: Lustige Burschen (Весёлые ребята)
- 1936: Zirkus (Цирк)
- 1937: Vortrag von Genosse Stalin zum Entwurf der Verfassung der UdSSR auf dem 7. Außerplanmäßigen Tag der Sowjets (Доклад тов. Сталина о проекте Конституции СССР на VII Чрезвычайном Съезде Советов)
- 1938: Wolga, Wolga (Волга-Волга)
- 1938: Der Erste Mai (Первое мая)
- 1940: Der helle Weg (Светлый путь)
- 1940: Unter Mexikos Sonne (Время на солнце)
- 1943: Eine Familie (Одна семья)
- 1944: Die Kaspischen Menschen (Каспийские люди)
- 1947: Frühling (Весна)
- 1949: Begegnung an der Elbe (Встреча на Эльбе)
- 1952: Der Komponist Glinka / Lied der Heimat (Композитор Глинка)
- 1958: Von Mensch zu Mensch (Человек человеку)
- 1960: Das russische Souvenir (Русский сувенир)
- 1965: Vor dem Oktober (Перед Октябрём)
- 1965: Lenin in der Schweiz (Ленин в Швейцарии)
- 1974: Stare und Leierschwanz (Скворец и Лира)
- 1932/1979: Que viva Mexico! (Да здравствует Мексика!)
- 1983: Ljubow Orlowa (Любовь Орлова)

## Ehrentitel und Auszeichnungen
- 1935: Orden des Roten Sterns
- 1939: Leninorden
- 1941: Stalinpreis (für Zirkus und Wolga, Wolga)
- 1948: Volkskünstler der UdSSR
- 1950: Stalinpreis (für Begegnung an der Elbe)
- 1950: Leninorden
- 1953: Orden des Roten Banners der Arbeit
- 1953: Goldener Leopard (für Lied der Heimat)
- 1963: Orden des Roten Banners der Arbeit
- 1967: Orden des Roten Banners der Arbeit
- 1973: Held der sozialistischen Arbeit
- 1973: Leninorden
- 1983: Orden der Völkerfreundschaft
- Jubiläumsmedaille „Zum Gedenken an den 100. Geburtstag von Wladimir Iljitsch Lenin“
- Medaille „Für heldenmütige Arbeit im Großen Vaterländischen Krieg 1941–1945“
- Internationale Filmfestspiele von Venedig (1934 für Film „Lustige Burschen“)
- Internationale Filmfestspiele von Venedig (1947 für Film „Frühling“)
- Internationale Filmfestspiele von Venedig (1979)